# Fedora Linux
Fedora Linux（第七版以前為Fedora Core）是較具知名度的Linux發行套件之一，由Fedora專案社群開發、紅帽公司贊助，目標是建立一套新穎、多功能並且自由（開放原始碼）的作業系統。Fedora是商业化的Red Hat Enterprise Linux发行版的上游源码。
Fedora對於使用者而言，是一套功能完備、更新快速的免費作業系統；而對贊助者Red Hat公司而言，它是許多新技術的測試平台，被認為可用的技術最終會加入到Red Hat Enterprise Linux中。
Fedora有三種正式版本，包括工作站版、服务器版、用於物連網设备和机器人的物連網版，另外還有CoreOs和Silverblue兩個非正式版本和社群維護的Spin。
Fedora大约每六個月發佈新版本。
截至2016年2月，Fedora大约有120万用户，这其中包括了Linux内核的作者林纳斯·托瓦兹。

## 歷史
最早Fedora Linux社群的目標是為Red Hat Linux製作並發佈第三方的軟體套件，然而當免費的Red Hat Linux停止發行後，Fedora社群便整合到Red Hat贊助的Fedora專案，目標是開發出由社群支援的作業系統（事實上，Fedora Project除了由志願者組織外，也有許多Red Hat的員工參與開發）。Red Hat Enterprise Linux則取代Red Hat Linux成為官方支援的系統版本。

## 功能

### 发行
Fedora项目以不同方式发行Fedora：
- Fedora DVD/CD——包含了所有主要软件包的DVD或CD套装；
- Live镜像——CD或DVD大小的光盘镜像，可用于创建Live CD或从USB设备启动，并可选安装到硬盘；
- 最小CD——用于通过HTTP、FTP或NFS安装。[14]

您可以通过Fedora Live USB Creator或UNetbootin创建Live USB版本的Fedora。
同时，Fedora项目发布自定义的Fedora版本，称作Fedora spins。这些版本包含特定的软件包集合，以满足特定种类的用户之需要。Fedora spins由一些对Fedora有特殊兴趣的小组开发。
Enterprise Linux额外软件包（Extra Packages for Enterprise Linux，EPEL）是由来自Fedora Project的志愿者发起的社区力量，为了创建由高质量的附加软件组成的、用于补足RHEL和其他兼容版本的软件仓库。
软件包管理主要由yum实用程序提供，在22版後則由dnf取代。Fedora同样提供图形界面（例如pirut，pup和puplet），用于在更新可用时提供视觉通知。APT-RPM是yum的替代品，对于Debian类发行版的用户来说可能更熟悉。这里，APT被用于管理软件包。额外的软件仓库可以被添加到Fedora，以便安装Fedora软件仓库未提供的软件包。

### 软件仓库
在Fedora 7之前，有Core和Extras两个主要的仓库。Fedora Core仓库包含所有操作系统必需的基本软件包，以及其他随安装CD/DVD发行的、由Red Hat开发者维护的软件包。Fedora Extras仓库自Fedora Core 3开始加入，包含社区维护的、没有随安装CD/DVD发布的软件包。自Fedora 7开始，Core和Extras软件仓库被合并，因此该版本在其名称中去掉了Core。该软件仓库同样允许社区成员维护的软件包，这在以前是Red Hat开发者才可进行的。
同样，在Fedora 7发布之前，有一个叫做Fedora Legacy的第三方软件仓库。该软件仓库主要包含社区维护的、针对较老的Fedora和选中的Red Hat发行版，用于延长这些版本的生命周期。 Fedora Legacy于2006年12月关闭。
第三方软件仓库主要用于发布未包含在Fedora中的软件包——可能因为不满足Fedora对自由软件的定义，或该软件包的发行会触犯美国法律。主要的第三方软件仓库（并且是完全兼容的）有RPM Fusion和Livna。前者是由许多第三方软件仓库维护者共同维护的。后者目前仍然独立维护，作为对RPM Fusion的扩展，并且只包含libdvdcss包，用于播放加密的DVD。

### 安全功能
安全是Fedora中最重要的功能。其中一项是SELinux——基于内核中的Linux Security Modules（LSM）的、补充了各种安全策略的Linux功能，包括访问控制等。Fedora是引领SELinux的发行版之一。SELinux包含于Fedora Core 2和以后的发行版。

## 發佈

### 測試版
Fedora Project在發佈每一個穩定版本之前，會先發佈三次測試版本讓使用者測試並協助改進。Fedora 7由於要合併Core和Extra，引入了第四個測試版。
Fedora另外還有個用來放置不穩定（Bleeding-Edge）軟體的套件庫稱為Rawhide，開發中的軟體套件會先發佈在Rawhide，然後再轉移至Fedora套件庫。Rawhide更新相當頻繁，並不適合一般工作用途，但還是有些開發者和測試者用來作主要的工作系統。

### 当前版本
最新的Fedora版本为40，发布于2024年4月23日。
Fedora 40的主要特性如下：
1. 使用GNOME 46作為工作站版本的桌面環境
2. 提供了PyTorch與ROCm等人工智慧開發工具。

### 发布历史
Fedora版本命名规则：第n版与第n+1版有继承关系，但与第n+2版没有相同继承关系，直至Fedora 21或后的版本便没有命名。 
| 颜色 | 意义           |
| ---- | -------------- |
| 红   | 停止支持的版本 |
| 绿   | 仍被支持的版本 |
| 蓝   | 未来版本       |

| 名称        | 版本      | 开发代号          | 发布日期       | 内核版本 | Xorg             | GNOME  | KDE                               |
| ----------- | --------- | ----------------- | -------------- | -------- | ---------------- | ------ | --------------------------------- |
| Fedora      | 44        | -                 | 2026年4月14日  | 未定     | 未定             | 未定   | 未定                              |
| Fedora      | 43        | -                 | 2025年10月28日 | 未定     | 未定             | 未定   | 未定                              |
| Fedora      | 42        | -                 | 2025年4月15日  | 6.14     | 21.1             | 48     | Plasma 6.3 及 Gear 24.12          |
| Fedora      | 41        | -                 | 2024年10月29日 | 6.11     | 21.1             | 47     | Plasma 6.2 及 Gear 24.08          |
| Fedora      | 40        | -                 | 2024年4月23日  | 6.8      | 21.1             | 46     | Plasma 6.0 及 Gear 24.02          |
| Fedora      | 39        | -                 | 2023年11月7日  | 6.5      | 21.1             | 45     | Plasma 5.27.9 及 Gear 23.08       |
| Fedora      | 38        | -                 | 2023年4月18日  | 6.2      | 21.1             | 44     | Plasma 5.27.4 及 Gear 22.12.3     |
| Fedora      | 37        | -                 | 2022年11月15日 | 6.0      | 21.1             | 43     | Plasma 5.26 及 Gear 22.08         |
| Fedora      | 36        | -                 | 2022年5月10日  | 5.17     | 21.1             | 42     | Plasma 5.24 及 Gear 22.04         |
| Fedora      | 35        | -                 | 2021年11月2日  | 5.14     | 21.1             | 41     | Plasma 5.23 及 Gear 21.08         |
| Fedora      | 34        | -                 | 2021年4月27日  | 5.11     | 1.20             | 40     | Plasma 5.21 及 Gear 21.04         |
| Fedora      | 33        | -                 | 2020年10月27日 | 5.8      | 1.20             | 3.38   | Plasma 5.20 及 Applications 20.08 |
| Fedora      | 32        | -                 | 2020年4月28日  | 5.6      | 1.20             | 3.36   | Plasma 5.18 及 Applications 19.12 |
| Fedora      | 31        | -                 | 2019年10月29日 | 5.3      | 1.20             | 3.34   | Plasma 5.17 及 Applications 19.08 |
| Fedora      | 30        | -                 | 2019年4月29日  | 5.0      | 1.20             | 3.32   | Plasma 5.15 及 Applications 19.04 |
| Fedora      | 29        | -                 | 2018年10月30日 | 4.19     | 1.20             | 3.30   | Plasma 5.14 及 Applications 18.08 |
| Fedora      | 28        | -                 | 2018年5月1日   | 4.16     | 1.19             | 3.28   | Plasma 5.12 及 Applications 18.04 |
| Fedora      | 27        | -                 | 2017年11月14日 | 4.13     | 1.19             | 3.26   | Plasma 5.11 及 Applications 17.08 |
| Fedora      | 26        | -                 | 2017年7月11日  | 4.11     | 1.19             | 3.24   | Plasma 5.10 及 Applications 17.04 |
| Fedora      | 25        | -                 | 2016年11月22日 | 4.8      | 1.19             | 3.22   | Plasma 5.8 及 Applications 16.08  |
| Fedora      | 24        | -                 | 2016年6月21日  | 4.5      | 1.18             | 3.20   | Plasma 5.5 及 Applications 16.04  |
| Fedora      | 23        | -                 | 2015年11月3日  | 4.2      | 1.17             | 3.18   | Plasma 5.4 及 Applications 15.08  |
| Fedora      | 22        | -                 | 2015年5月26日  | 4.0      | 1.17             | 3.16   | Plasma 5.3 及 Applications 15.04  |
| Fedora      | 21        | -                 | 2014年12月9日  | 3.16     | 1.16             | 3.14   | 4.14                              |
| Fedora      | 20        | Heisenbug         | 2013年12月17日 | 3.11     | 1.14             | 3.10   | 4.11                              |
| Fedora      | 19        | Schrödinger's Cat | 2013年7月2日   | 3.9      | 1.14             | 3.8    | 4.10                              |
| Fedora      | 18        | Spherical Cow     | 2013年1月15日  | 3.6      | 1.13             | 3.6    | 4.9                               |
| Fedora      | 17        | Beefy Miracle     | 2012年5月29日  | 3.3.4    | 1.12             | 3.4    | 4.8                               |
| Fedora      | 16        | Verne             | 2011年11月8日  | 3.1.0    | 1.11.1           | 3.2.1  | 4.7.3                             |
| Fedora      | 15        | Lovelock          | 2011年5月24日  | 2.6.38   | 1.10.1           | 3.0    | 4.6                               |
| Fedora      | 14        | Laughlin          | 2010年11月2日  | 2.6.35   | 1.9.1            | 2.32   | 4.5.2                             |
| Fedora      | 13        | Goddard           | 2010年5月25日  | 2.6.33   | 1.8.0            | 2.30   | 4.4.2                             |
| Fedora      | 12        | Constantine       | 2009年11月17日 | 2.6.31   | 1.7.1            | 2.28.0 | 4.3.2                             |
| Fedora      | 11        | Leonidas          | 2009年6月9日   | 2.6.29.4 | 1.6              | 2.26.1 | 4.2.2                             |
| Fedora      | 10        | Cambridge         | 2008年11月25日 | 2.6.27   | 1.5.2            | 2.24.1 | 4.1.2                             |
| Fedora      | 9         | Sulphur           | 2008年5月13日  | 2.6.25   | 1.4.99           | 2.22.1 | 4.0.3                             |
| 8           | Werewolf  | 2007年11月8日     | 2.6.23.1       | 1.3.0    | 2.20.1           | 3.5.8  |                                   |
| 7           | Moonshine | 2007年5月31日     | 2.6.21         | 1.3.0    | 2.18.0           | 3.5.6  |                                   |
| Fedora Core | 6         | Zod               | 2006年10月24日 | 2.6.18   | 1.1.1            | 2.16.0 | 3.5.4                             |
| Fedora Core | 5         | Bordeaux          | 2006年3月20日  | 2.6.15   | 1.0.1            | 2.14.0 | 3.5.1                             |
| Fedora Core | 4         | Stentz            | 2005年6月13日  | 2.6.11   | 6.8.2            | 2.10.0 | 3.4.0                             |
| Fedora Core | 3         | Heidelberg        | 2004年11月8日  | 2.6.9    | 6.8.1            | 2.8.1  | 3.3.0                             |
| Fedora Core | 2         | Tettnang          | 2004年5月18日  | 2.6.5    | 6.7.0            | 2.6.0  | 3.2.2                             |
| Fedora Core | 1         | Yarrow            | 2003年11月6日  | 2.4.19   | 4.3.0（XFree86） | 2.4.0  | 3.1.4                             |

注：由於Fedora每個版本在整個支持週期內會更新上述程序，所以上述表格的程序版本只是該本版發行初始的軟件版本

### 更新維護
目前Fedora Project每個版本的更新維護持續到其下下個版本發佈後一個月，大約每個版本維護13個月。使用者如需要更長期的更新維護，在類似的系統中，需付費的RHEL或CentOS（已終止開發）會是更佳的選擇。
Fedora Legacy Project是由社群發起的計畫，目標是為已被官方停止支援的Red Hat、Fedora系統提供（安全性與錯誤方面的）更新維護，該計畫所支援的系統包括：Red Hat Linux 7.3－9、Fedora Core 1－4。然而由於志願者的缺乏、需求降低以及官方延長更新支援等因素，Fedora Legacy於2006年終停止。

### Re-spins
Fedora Unity Project重新製作了特別版的光碟映像檔，稱之為Fedora Unity Re-Spins。收納的皆為更新過的軟體套件，讓使用者在安裝後得以節省許多線上更新套件的時間。

## 系統需求
以最新的版本为准。
- 1GHz处理器或更快，推荐2GHz多核心处理器。
- 推荐4GB以上的内存（RAM）
- 推荐20GB以上的永久存储空间（硬盘）

## 特色

### 與Red Hat Linux的相似度
Fedora承繼了Red Hat Linux的安裝介面Anaconda、桌面環境（同時包含Gnome和KDE）、套件管理器RPM、多國語系支援以及許多設定工具，所以习惯于使用Red Hat作業系統的使用者會感到相當熟悉，也因為如此，Fedora使用者在轉移至RHEL、CentOS等系統時不會面臨太多差異。

### 引入新技術
因其趨近半年一次的發佈週期，Fedora在引入新技術的部分頗為快速，通常每一個版本都會引入最新版的Xorg、Gnome以及KDE。

### 軟體套件
Fedora使用DNF工具（過往為yum）來協助RPM套件的管理，可以有效避免相依性地狱的問題。并且，使用者可以利用dnf來方便取得原先Fedora因專利權因素所不包含的功能，例如：MP3播放支援、DVD影片支援以及NTFS檔案系統支援等功能。
Fedora的官方套件庫在收納上有其多樣性，例如ClamAV（防毒軟體）與Wine（Windows軟體轉譯器）都可在官方套件庫中取得，另外也包含許多開放原始碼的遊戲軟體。livna（页面存档备份，存于）和freshrpms（页面存档备份，存于）等社群也提供了和官方套件庫相容的第三方套件，使用者可從中取得NVIDIA和AMD的GPU驅動程式或是VLC、MPlayer等播放軟體。

### flatpak
現內建有跨發行版套件管理系統flatpak支援，以利使用者使用最新的軟體。另外Fedora的不可變發行版分支，也以flatpak作為主要的軟體來源。

### 多平台支援
Fedora官方支援x86、x86-64、PowerPC以及ARM處理器，遊戲機方面，Fedora Core 5、Fedora Core 6、Fedora 7也已成功安裝在PlayStation 3上。

### 简化目录结构
一直以来unix及类unix系统的目录结构对于很多人显得晦涩难懂，Fedora计划简化其目录结构，将二进制文件集中放在/usr/bin，将库文件集中到/usr/lib和/usr/lib64，而对于原本同样用于存储二进制文件的/bin和/sbin将以连接的形式指向/usr/bin，同样的/lib /lib64也会以连接形式指向对应目录。示意如下：
```
/  <br />|-- etc <br />|-- usr<br />
-{    }-|-- bin<br />
-{    }-|-- lib<br />
-{    }-|-- lib64<br />|-- run<br />|-- var<br />|-- bin -> usr/bin<br />|-- sbin -> usr/bin<br />|-- lib -> usr/lib<br />|-- lib64 -> usr/lib64
```

## 批評

### 系統安裝
Fedora使用的Anaconda安裝工具預設會啟動圖形界面支持，使得安裝時所要求的硬體相容性提高，使用者在安裝時發生錯誤就必須嘗試更改安裝設定。

### 發佈週期與維護
Fedora以趨近半年一次的速度發佈新版本，而每個版本目前提供約13個月的更新維護。使用已停止支援版本的使用者必須升級至新版本才能獲得更新，然而舊版與新版之間有時會帶有軟體的重大變動（例如PHP 5與PHP 7、MySQL 4與MySQL 5），這些變動可能會造成使用者原先的服務無法正常運作。

### SELinux
Fedora預設會啟動SELinux安全加強模組（包括為桌面用戶設計的Fedora Workstation版本），使用者在未正確設定（或者未關閉）SELinux的情形下，可能會造成系統的服務或功能無法正常運作。

## 應用
- Linux内核網站（页面存档备份，存于）使用Fedora。[70]
- OLPC計划所使用的作業系統基於Fedora。[71]
- 3D動畫軟體Massive使用Fedora作為其支援系統。[72]

## 派生版本
- 活跃项目：
  - Berry Linux——一个中等大小的基于Fedora的发行版，提供日语和英语支持
  - Ekaaty——来自巴西
  - Fusion Linux（页面存档备份，存于） - 以Linux Mint为模版，更注重桌面用户和可用性的Remix，現已中止。
  - MythDora –基于MythTV的家庭剧院系统
  - Ojuba Linux - 来自阿拉伯
  - Omega - Rahul Sundaram, Red Hat公司的社区工程师，创建了一个基于Fedora的Remix，通过添加来自RPM Fusion和Livna源的软件，来拥有对全部多媒体（包括MP3和DVD播放）的支持[73]
  - Red Hat Enterprise Linux – Red Hat公司提供的企业版Linux，基于当前的Fedora发行版本
  - Russian Fedora Remix - 为俄罗斯用户调整的Fedora版本，包含专有软件和驱动程序
  - Xange –（曾用名：Simplis和Vixta）以KDE为特色，易于使用的发行版
  - Moblin –为上网本设计的Linux发行版，速度极快
  - Linpus - 来自台湾Linpus Technologies公司，为亚洲市场设计的Linux
  - Pidora - 為 Raspberry Pi移植的Fedora版本

- 非活跃项目（超过12个月未发布新版本）：
  - ASPLinux –来自俄罗斯。ASPLinux包含闭源NVIDIA和ATI驱动，且提供专有音频、视频格式的解码器支持[74]
  - Aurora SPARC Linux – SPARC平台上基于Fedora的发行版
  - BLAG Linux and GNU –压缩至单张CD大小的Fedora，并且使用Debian的APT软件包管理系统
  - Eeedora[75] –为Asus Eee PC设计的发行版，始于2007年[76]
  - Fox Linux –来自意大利，为家庭用户的需求（如，浏览网页，刻录光盘，播放多媒体内容）而设计
  - Linux XP –一个商业Linux发行版，致力于替换Windows XP作为家庭桌面用操作系统
  - Nusantara –由印度尼西亚科技部支持的桌面Linux发行版[77]
  - Open Discovery:集成的高性能生物信息学Linux平台https://archive.today/20121218183103/http://opendiscovery.org.in/
  - Yellow Dog Linux – PowerPC平台上基于Fedora的发行版

## 外部連結

### 官方
- 官方网站
- Fedora Project Wiki 中文 （页面存档备份，存于）
- Fedora Discussion 论坛 （页面存档备份，存于）
- Fedora 中文社区 （页面存档备份，存于）

### 非官方
- RPM Fusion （页面存档备份，存于）